# Octobulbacea montehermosensis
Octobulbacea montehermosensis är en nässeldjursart som beskrevs av Zamponi 1983. Octobulbacea montehermosensis ingår i släktet Octobulbacea och familjen Margelopsidae. Inga underarter finns listade i Catalogue of Life.